# Биомаса
Биомаса е масата на организмите на единица площ или обем. Съставена е от органичното вещество, синтезирано в процеса на развитие на микроорганизмите, растенията и животните. Измерва се в тон сухо вещество. Всеки организъм носи определено количество енергия, съхранена в неговата биомаса, затова тя може да се представи и като енергия, изразена в джаули.
Общата биомаса в биосферата се оценява на 2,4×1012 тона. От цялото количество на растенията се падат 97%, а на животните 3%. Растителната биомаса се нарича фитомаса, а животинската – зоомаса.

## Употреба
Технологиите за биомаса използват възобновяеми ресурси за произвеждане на цяла гама от различни видове продукти, свързани с енергията, включително електричество, течни, твърди и газообразни горива, химикали и други материали.
Дървесината – най-големият източник на биоенергия, се е използвала хиляди години за производство на топлина. Но има и много други видове биомаса – като растения, остатъци от селското стопанство и лесовъдството, както и органичните компоненти на битови и индустриални отпадъци – те могат да бъдат използвани за производството на горива, химикали и енергия. В бъдеще ресурсите на биомаса може да бъдат възстановявани чрез култивиране на енергийни реколти, като бързорастящи дървета и треви, наречени суровина за биомаса.
За разлика от други възобновяеми източници на енергия, биомасата може да се превръща директно в течни горива за транспортните ни нужди. Двата най-разпространени вида биогорива са етанол и биодизел. Етанолът, който е алкохол, се получава от ферментирането на всяка биомаса, богата на въглехидрати, като царевицата, чрез процес подобен на този на получаването на бира. Той се използва предимно като добавка към горивото за намаляване на въглеродния монооксид на превозното средство и други емисии, които причиняват смог. Биодизелът, който е вид естер, се получава от растителни масла, животински мазнини, водорасли, или дори рециклирани готварски мазнини. Той може да се използва като добавка към дизела за намаляване на емисиите на превозното средство или в чистата му форма като гориво.
Топлината може да се използва за химическото конвертиране на биомасата в горивно масло, което може да се използва като гориво за генериране на електричество. Биомасата може също така да се гори директно за производството на пара за електричество или за други производствени процеси. В един работещ завод, парата се улавя от турбина, а генератор я конвертира в електричество. В дървесната и хартиена промишленост, дървеният скрап понякога директно се поема от парните котли за произвеждането на пара за производствените процеси и за отоплението на сградите. Някои заводи, които се захранват с въглища, използват биомасата като допълнителен източник на енергия във високоефективни парни котли за значително намаляване на емисиите.
Може да бъде произведен дори газ от биомаса за генериране на електричество. Системите за газификация използват високи температури за обръщане на биомасата в газ (смес от водород, въглероден монооксид и метан). Газът задвижва турбина, която е подобна на двигателя на реактивния самолет, с тази разлика, че тя завърта електрически генератор, вместо перките на самолета. От разлагането на биомасата в сметищата също се произвежда газ – метан, който може да се гори в парен котел за произвеждането на пара за генериране на електричество или за промишлени цели.
Новата технология би могла да доведе до това да се използват химикали и материали на биооснова, за да се произвеждат продукти като антифриз, пластмаса и лични вещи, които сега се правят от нефт. В някои случаи тези продукти може да са напълно биоразградими. Въпреки че технологията за въвеждането на химикалите и материалите на биооснова на пазара е все още в разработване, потенциалната полза от тези продукти е голяма.